# Međunarodni savez sveučilišnog športa
Međunarodni savez sveučilišnog športa (franc. Fédération Internationale du Sport Universitaire), poznatiji pod akronimom FISU, krovna je međunarodna organizacija za sveučilišni šport. Osnovana je 1949. godine s ciljem održavanja Univerzijade, međunarodnog športskog studentskog natjecanja i čini je 170 državnih športskih studentskih saveza, koji su ujedno i predstavnici vlastitih država.
Sjedište FISU-a od 1949. do 2011. bilo je u Bruxellesu, nakon čega je premješteno u švicarsku Lausannu. Osim ljetne i zimske Univerzijade, FISU je nadležan i za organizaciju 32 svjetska studentska prvenstva. Uz održavanje športskih događaja i natjecanja, jedan od glavnih ciljeva Saveza jest i promicanje športa u obrazovanju i akademskim krugovima.

## Vanjske poveznice
- Službene stranice (engl.)